# Radkov (district de Svitavy)
Pour les articles homonymes, voir Radkov.
Radkov (en allemand : Rattendorf) est une commune du district de Svitavy, dans la région de Pardubice, en République tchèque. Sa population s'élevait à 117 habitants en 2024.

## Géographie
Radkov se trouve à 7 km au sud-est de Moravská Třebová, à 20 km à l'est de Svitavy, à 77 km au sud-est de Pardubice et à 170 km à l'est-sud-est de Prague.
La commune est limitée par Gruna au nord, par Městečko Trnávka à l'est et au sud, et par Rozstání à l'ouest.

## Histoire
La première mention écrite du village date de 1365.

## Transports
Par la route, Radkov se trouve à 8 km de Moravská Třebová, à 24 km de Svitavy, à 89 km de Pardubice et à 202 km de Prague. 